# Арон Мокуна
Арон Тебомо Мокуна (енгл. Aaron Tebomo Mokoena; Боипатонг, 25. новембар 1980) је јужноафрички фудбалер који тренутно игра за енглески клуб Портсмут. Углавном игра на позицији дефанзивног везног играча, али се по потреби добро сналази и на позицији централног одбрамбеног.

## Каријера
Каријеру је почео у локалном клубу Џомо Казмос одакле је прешао у Бајер Леверкузен и Ајакс, пре него што ће бити позајмљен Жерминал Бершоту, где је био и капитен поставе.
У Блекберн роверс је прешао током зимског прелазног рока у сезони 2004/05. и свој први наступ за нови тим остварио против Кардифа у ФА купу. Временом је постао стандардан првотимац и љубимац навијача због своје борбености и залагања на терену. Због често оштрих и грубих стартова стекао је надимак „Секира“. 
Последњи наступ за Блекбурн остварио је 24. маја 2009, када је најавио одлазак у Портсмут са којим је потписао трогодишњи уговор.

## Репрезентација
За репрезентацију Јужне Африке дебитовао је у квалификацијама за Олимпијске игре у Сиднеју, а тренутно је капитен националног тима за који је укупно одиграо 99 утакмица и постигао два гола.